# Chlamydogobius eremius
Chlamydogobius eremius és una espècie de peix de la família dels gòbids i de l'ordre dels perciformes.

## Morfologia
- Els mascles poden assolir 6 cm de longitud total.[6][7]

## Alimentació
Menja insectes, crustacis, algues i detritus.

## Hàbitat
És un peix d'aigua dolça, de clima temperat (10 °C-35 °C) i demersal.

## Distribució geogràfica
Es troba a Austràlia: Austràlia Meridional.

## Observacions
És inofensiu per als humans.